# Varna (Bulgária)
Varna (em búlgaro:  Варна) é a terceira maior cidade da Bulgária. Localiza-se no distrito de Varna e é banhada pelo mar Negro.
Foi fundada pelos milésios em princípios do século VI a.C. e sofreu sempre a influência dos povos vizinhos da Trácia. Foi destruída pelos getas e conquistada por Roma, depois de ter suportado as invasões dos hunos e dos eslavos.
Foi ocupada pelos turcos no final do século XIV e depois pelos russos em 1610 e 1828. Em 1854 foi base das operações das tropas anglo-francesas durante a guerra da Crimeia.
Hoje é uma estância balnear, a principal da Bulgária, com praias extensas e famosas. É também cidade industrial, com fábricas metalúrgicas, mecânicas, químicas, alimentícias, têxteis e de curtidos.

## Imagens

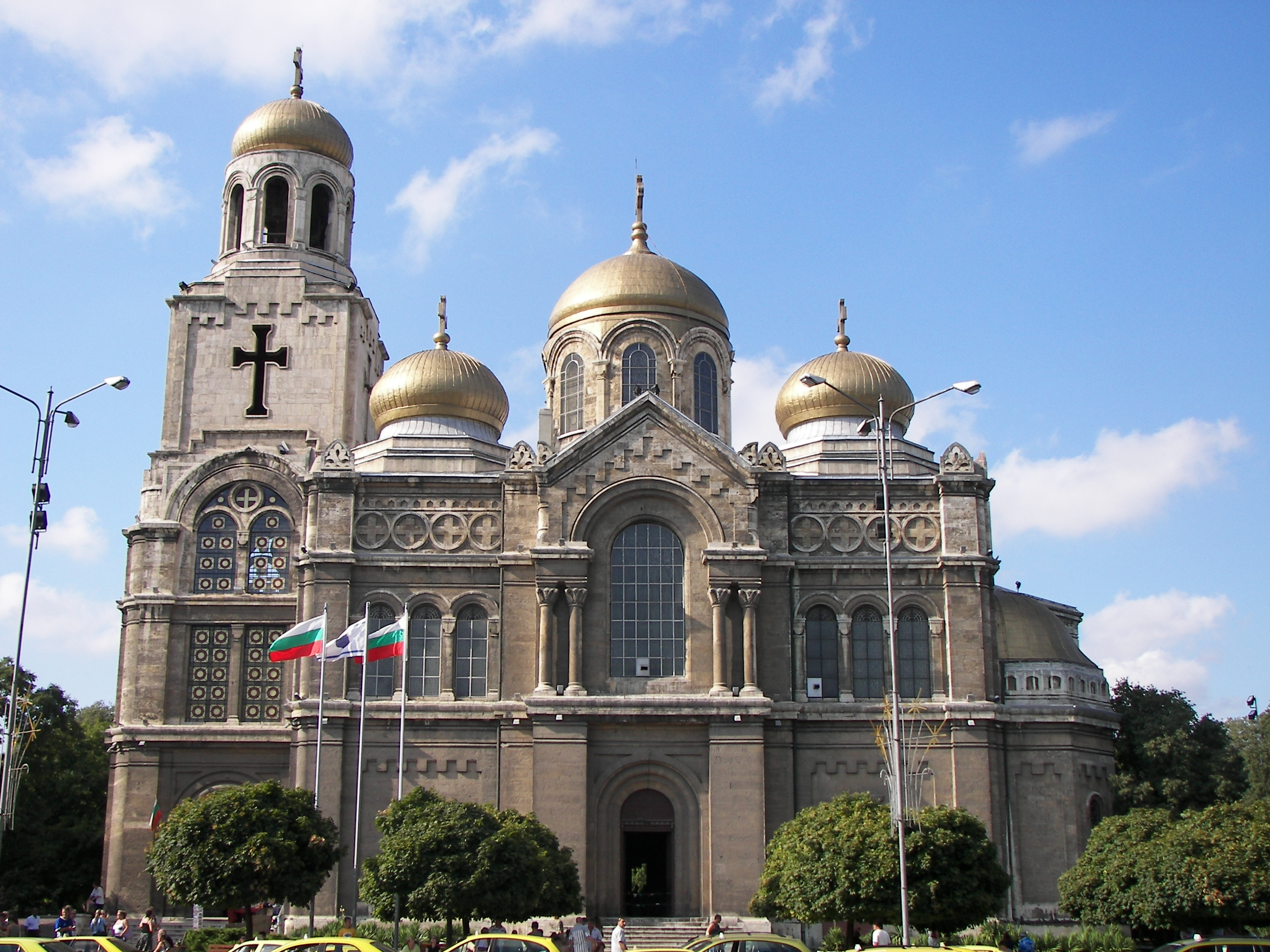
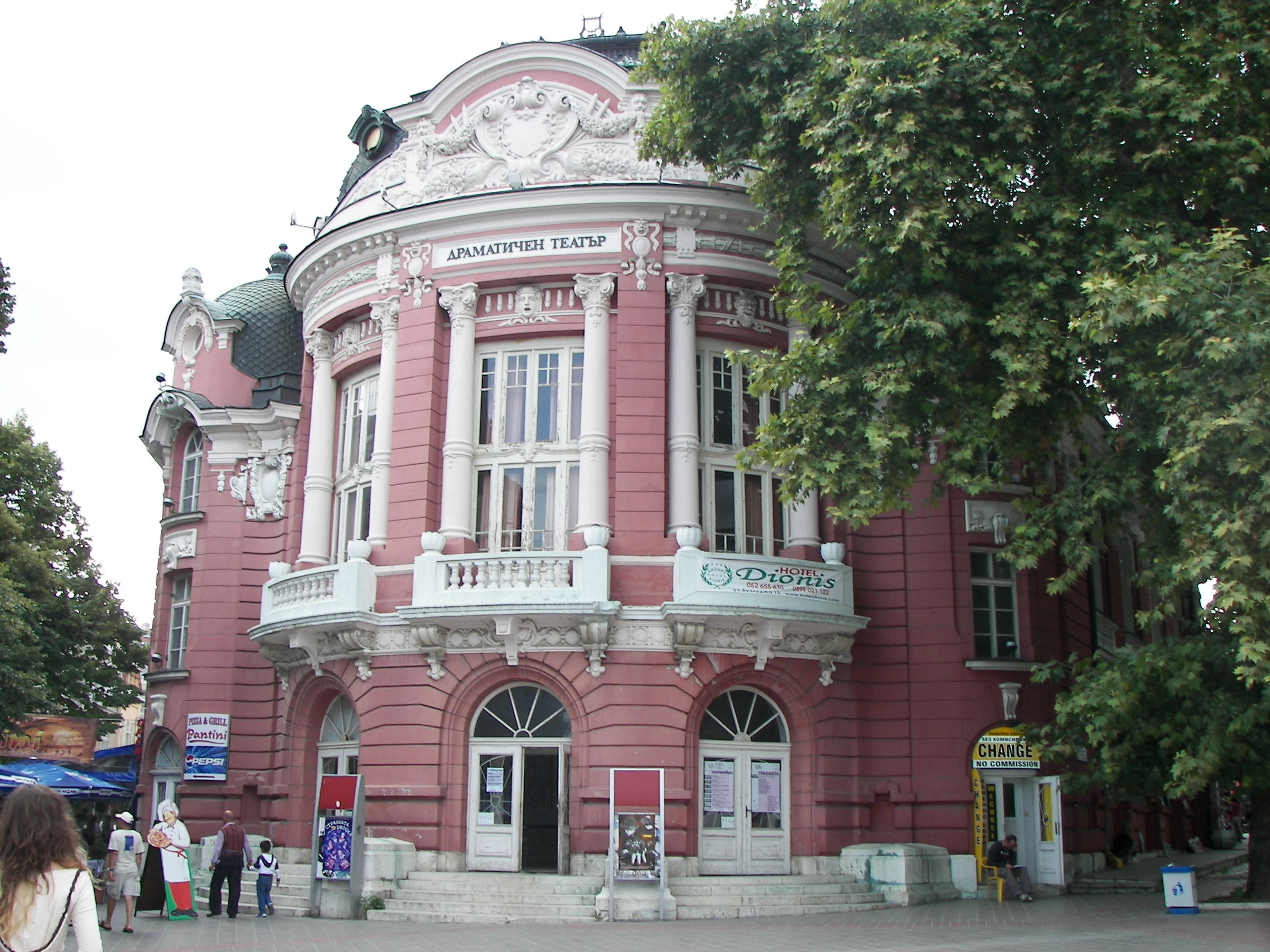
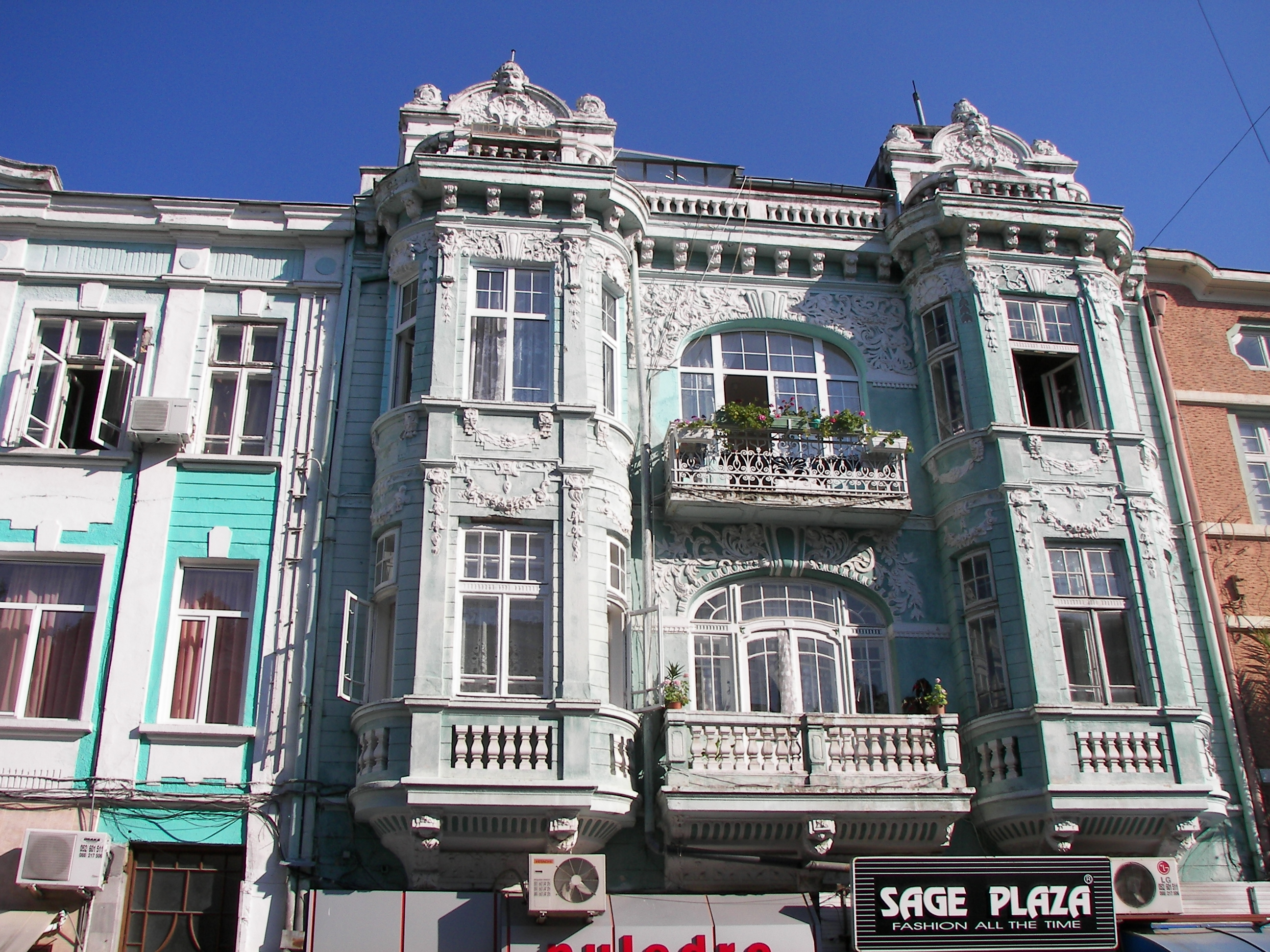
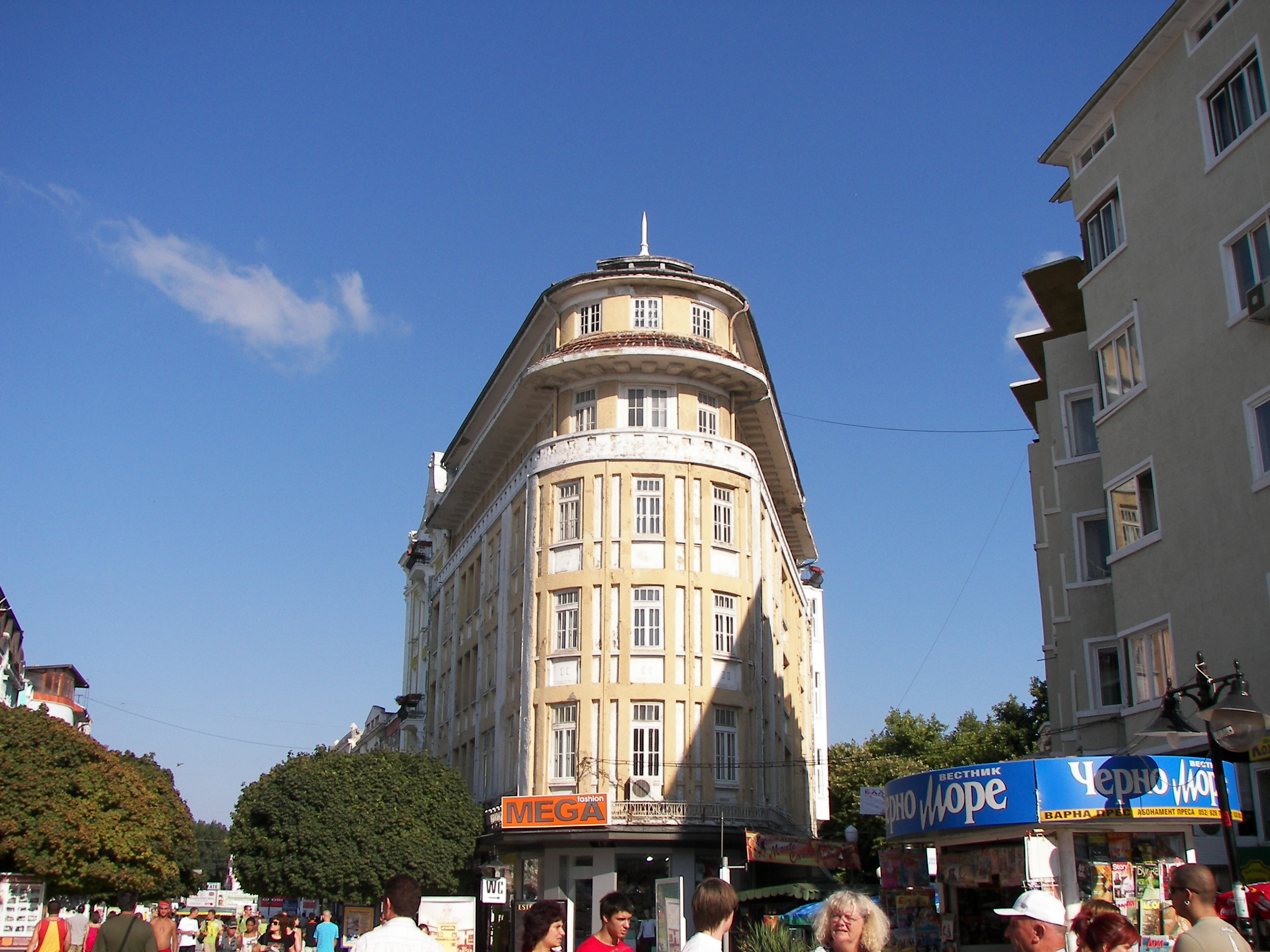

## População
| Varna (Bulgária) | Varna (Bulgária) | Varna (Bulgária) | Varna (Bulgária) | Varna (Bulgária) | Varna (Bulgária) | Varna (Bulgária) | Varna (Bulgária) | Varna (Bulgária) | Varna (Bulgária) | Varna (Bulgária) | Varna (Bulgária) | Varna (Bulgária) | Varna (Bulgária) | Varna (Bulgária) | Varna (Bulgária) | Varna (Bulgária) | Varna (Bulgária) | Varna (Bulgária) | Varna (Bulgária) |
| --- | ---------------- | ---------------- | ---------------- | ---------------- | ---------------- | ---------------- | ---------------- | ---------------- | ---------------- | ---------------- | ---------------- | ---------------- | ---------------- | ---------------- | ---------------- | ---------------- | ---------------- | ---------------- | ---------------- |
| Ano | 1887             | 1910             | 1934             | 1946             | 1956             | 1965             | 1975             | 1985             | 1992             | 2001             | 2002             | 2003             | 2004             | 2005             | 2006             | 2007             | 2008             | 2009             | 2010             |
| População |                  |                  |                  | 76,954           | 120,345          | 180,110          | 252,525          | 302,211          | 308,432          | 312,889          | 313,408          | 313,400          | 312,155          | 312,026          | 311,796          | 311,465          | 313,983          | 318,313          | 320,837          |
| Fontes: Instituto Nacional de Estatísticas, „citypopulation.de“, „pop-stat.mashke.org“, Bulgarian Academy of Sciences |                  |                  |                  |                  |                  |                  |                  |                  |                  |                  |                  |                  |                  |                  |                  |                  |                  |                  |                  |

## Cidadãos ilustres
- Philipp Kirkorov 1967-, cantor russa